# Jean-Philippe Mallé
Pour les articles homonymes, voir Mallé.
Jean-Philippe Mallé, né le 31 octobre 1963 à Bayonne (Basses-Pyrénées), est un homme politique français. Il rejoint l'Assemblée nationale le 22 juillet 2012, en tant que suppléant de Benoît Hamon dans la onzième circonscription des Yvelines, nommé ministre du gouvernement de Jean-Marc Ayrault.

## Biographie
Attaché territorial, Jean-Philippe Mallé est directeur de cabinet du maire d'Aurillac puis de Bois-d'Arcy, dans les Yvelines, à partir de 2001. En 2008, il est élu premier adjoint au maire de Bois-d'Arcy. Il devient chargé de mission au sein de la région Île-de-France.
En mars 2011, il est élu conseiller général des Yvelines dans le canton de Saint-Cyr-l'École, avec 58,70 % des voix, battant l'UMP Jean-Jacques Lasserre.

### Député des Yvelines
Lors des élections législatives de 2012, il est le suppléant de Benoît Hamon dans la onzième circonscription des Yvelines. Le candidat socialiste est élu député le 17 juin 2012 avec 55,38 % des suffrages face à l'UMP sortant Jean-Michel Fourgous,. Lorsque Benoît Hamon est nommé ministre de l'économie sociale et solidaire du gouvernement Ayrault le 22 juillet 2012, Jean-Philippe Mallé rejoint l'Assemblée nationale.
Opposé au mariage homosexuel et à l'adoption, il s'abstient lors de l'examen du projet de loi ouvrant le mariage aux couples de personnes de même sexe. Il estime alors « que la gauche et le Parti socialiste [sont] envahis, s’agissant des évolutions de société, par l’idéologie libérale-libertaire ».
Après plus de deux ans de mandat, Jean-Philippe Mallé quitte l'Assemblée nationale le 26 septembre 2014, à la suite du départ de Benoît Hamon du gouvernement Valls,, celui-ci reprenant son siège de député de la 11ème circonscription des Yvelines.

### Après la députation
En mars 2016, il met en place le club de réflexion de Jean-Pierre Chevènement « République moderne » dans les Yvelines. Déclarant que le Parti socialiste a « définitivement écarté la question de la souveraineté », il envisage de voter pour Henri Guaino et Nicolas Dupont-Aignan à l'élection présidentielle de 2017.
Il fait partie des élus fondateurs du mouvement gaulliste Oser la France dont la tête de file est Julien Aubert, rompant ainsi définitivement avec un engagement à gauche.

## Mandats locaux
- Conseiller général du canton de Saint-Cyr-l'École de 2011 à 2015
- 1er adjoint au maire de Bois-d'Arcy, chargé des finances et de l'urbanisme de 2008 à 2012. À la suite des élections législatives de 2012, afin de respecter le non-cumul des mandats, il démissionne du conseil municipal.